# Maronia
Maronia (in greco Μαρώνεια?, in turco: Maronya) è un ex comune della Grecia nella periferia della Macedonia orientale e Tracia di 5.129 abitanti secondo i dati del censimento 2021.
È stato soppresso a seguito della riforma amministrativa detta Programma Callicrate in vigore dal gennaio 2011 ed è ora compreso nel comune di Maronia-Sapes.